# Acaridae
La famiglia Acaridae comprende circa 550 specie di acari lunghi meno di 1 mm. La maggioranza delle specie è di colore chiaro.
L'addome è fornito di lunghi peli; le zampe di questi acari possono essere lunghe, ma in alcune specie sono estremamente corte.

## Ciclo biologico
Le uova sono deposte dove gli acari si nutrono; molti vivono in associazione con altri artropodi e alcuni si rinvengono nelle sostanze marcescenti. Come in molti acari, ci sono tre stadi giovanili.

## Distribuzione
Esseri cosmopoliti, vivono soprattutto in derrate alimentari fresche o secche, in formaggi, funghi, alveari, tra detriti organici e nei materassi.
Alcuni acaridi sono dannosi alle derrate alimentari secche e conservate, mentre altri si cibano della pelle dei mammiferi o pungono l'uomo e possono causare dermatiti o allergie come l'asma.